# Britton Colquitt
Britton Colquitt (Knoxville, 20 marzo 1985) è un giocatore di football americano statunitense che gioca nel ruolo di punter per i Minnesota Vikings della National Football League (NFL). Al college ha giocato a football all'Università del Tennessee.

## Carriera professionistica

### Miami Dolphins
Dopo non essere stato scelto nel Draft NFL 2009, Colquitt firmò prima coi Denver Broncos e poi il 22 dicembre 2009 con la squadra di allenamento dei Miami Dolphins.

### Denver Broncos
Il 30 dicembre 2009, Colquitt firmò per fare ritorno ai Broncos. Nel 2011 guadagnò 4.783 yard su punt che furono il quinto risultato stagionale di tutti i tempi nella NFL. Nel 2013 raggiunse il Super Bowl XLVIII, perso contro i Seattle Seahawks. Tornò in finale due anni dopo nel Super Bowl 50, dove i Broncos batterono i Carolina Panthers per 24-10, laureandosi campione NFL.

### Cleveland Browns
Il 3 settembre 2016, Colquitt firmò un contratto di un anno coi Cleveland Browns.

### Minnesota Vikings
Il 1º settembre 2019 Colquitt firmò con i Minnesota Vikings.

## Palmarès

### Franchigia
- Super Bowl : 1

Denver Broncos: 50
- American Football Conference Championship: 2

Denver Broncos: 2013, 2015

## Vita privata
Colquitt è il figlio di Craig, che vinse due Super Bowl con i Pittsburgh Steelers dal 1978 1984. Suo fratello Dustin gioca per i Kansas City Chiefs, mentre suo zio Jimmy giocò per i Seattle Seahawks nel 1985. Tutti e quattro sono stati dei punter ed hanno giocato al college per i Tennessee Volunteers.